# جوزيف إس. كورتيس
جوزيف إس. كورتيس (بالإنجليزية: Joseph S. Curtis)‏ هو مُحرِّر ومحامي وصحفي وسياسي أمريكي، ولد في 8 يونيو 1831، وتوفي في 15 مايو 1878. حزبياً، نشط في الحزب الجمهوري. وقد انتخب عضو جمعية ولاية ويسكونسن.